# Billy Greer
Billy Greer (nacido el 26 de enero de 1952) fue el bajista  de la banda de rock Kansas hasta el Viernes 6 de septiembre de 2024. Se unió a la banda en 1986, a tiempo para el álbum Power. Él había trabajado previamente con el vocalista Steve Walsh en la banda Streets, y actualmente está trabajando con su propia banda Seventh Key, así como el mantenimiento de su estado en Kansas.